# 2. Aufstand in den Alpujarras (1568–1571)

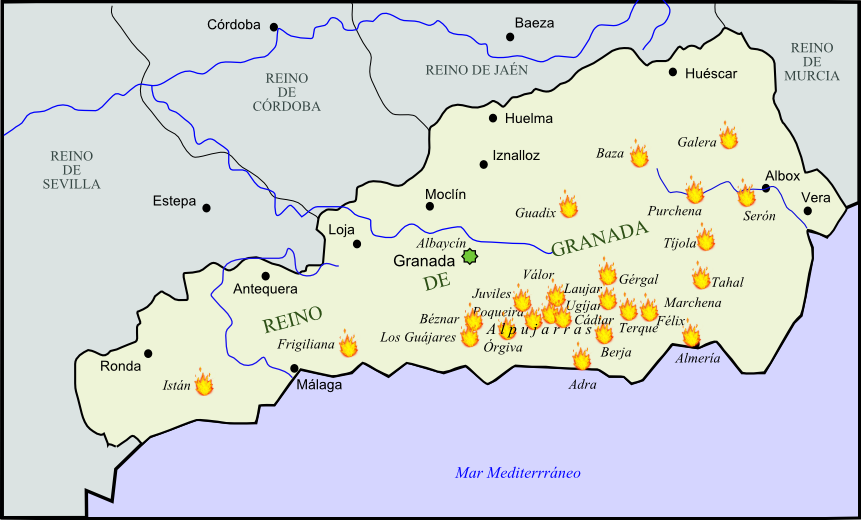
Zentren der Aufstände

Der 2. Aufstand in den Alpujarras (1568–1571) war eine Rebellion der Bevölkerung der andalusischen Region der Alpujarras gegen die katholischen Machthaber und ergab sich aus den Folgen des ersten Aufstands in den Alpujarras (1499–1501); die aufständischen Moriscos waren die Nachfahren der nach der ersten Rebellion zwangschristianisierten, muslimischen Population.
Der Aufstand, der sich direkt gegen ein von Philipp II. erlassenes, Pragmática de 1567 genanntes Edikt richtete, begann Ende des Jahres 1568 unter der Führung des Morisco Abén Humeya und endete Anfang 1571; zu diesem Zeitpunkt wurden die Moriscos aus dem Königreich Granada vertrieben und in die übrigen Teile des Königreichs Kastilien umgesiedelt. Die nun vielen leeren Dörfer im Reich Granada wurden durch katholische Siedler aus dem Norden neu bevölkert. Der Historiker Henry Kamen beschrieb die Episode als den „grausamsten Krieg des Europa des 16. Jahrhunderts“. Die Morisken, die unter den katholischen Grausamkeiten litten, massakrierten ihrerseits zahlreiche Geistliche auf brutale Weise.

## Hintergrund
Nach dem ersten Aufstand in den Alpujarras wurde der Vertrag von Granada widerrufen, der den ansässigen Muslimen Religionsfreiheit und gewisse Rechte zugesichert hatte; wer auf der Iberischen Halbinsel verblieb, musste sich taufen lassen. Viele der Konvertiten behielten aber ihre Bräuche bei und übten den Islam im Geheimen aus. Im Jahr 1526 erließ Karl I. von Spanien ein Edikt, das „ketzerische Bräuche“ unterbinden sollte, darunter den Gebrauch der arabischen Sprache und die traditionell maurische Kleidung. Die Moriscos konnten die Umsetzung des Edikts durch die Zahlung einer hohen Geldsumme allerdings um 40 Jahre hinauszögern.
Im Jahr 1567 erließ König Philipp II. die Pragmática, die maurische Gebräuche und die arabische Sprache durch Unterdrückungsmittel abzuschaffen suchte. Einer der Anführer der Moriscos, Francisco Núnez Muley, protestierte gegen diese Behandlung: „Unsere Situation wird täglich schlechter, wir werden allgemein schlecht behandelt (...) Warum nimmt man Menschen die Sprache, mit der sie aufgewachsen sind? In Ägypten, Syrien und Malta gibt es Menschen wie uns, die Arabisch sprechen, reden und schreiben, und auch Christen sind, wie wir.“

## Aufstand, 1568–1571

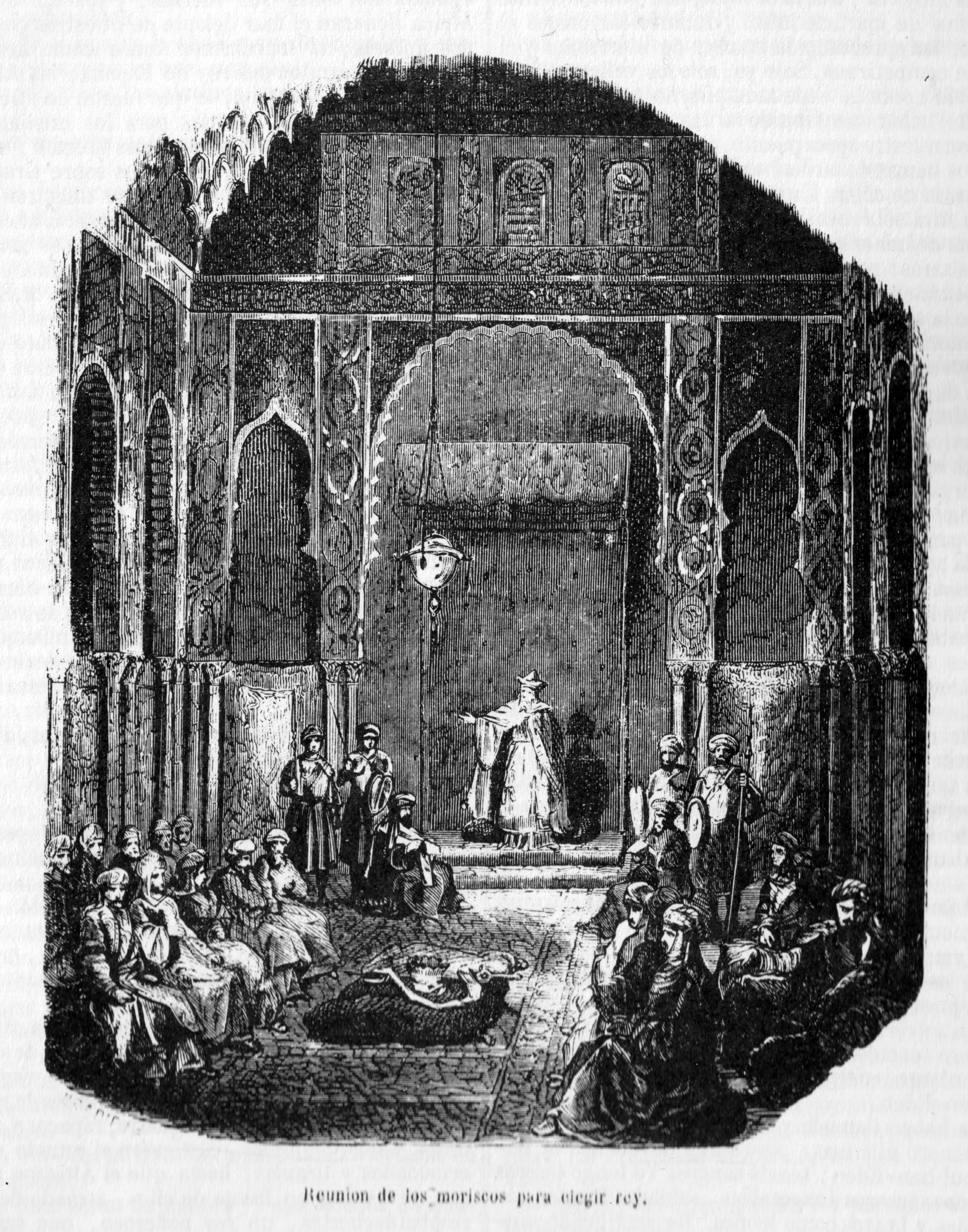
Wahl des Aben Humeya zum König der Moriscos, Abbildung aus dem Roman Los Monfíes de las Alpujarras (1859) von Manuel Fernández y González.

Nach der Veröffentlichung der Pragmática von 1567 beschloss eine Gruppe Moriscos, sich zum Aufstand zu rüsten. Man legte Vorräte an und einigte sich auf einen Anführer. Dieser, Hernando de Córdoba y Valór, ein Nachfahre der Kalifen von Cordoba, wurde Ende des Jahres 1568 im Dorf Béznar zum König ernannt, und nahm den maurischen Namen Abén Humeya an. Viele Morisco-Dörfer in den Alpujarras schlossen sich umgehend den Aufständischen an. Humeyas Großwesir und rechte Hand, Faray Aben Faray, sollte die Moriscos von Granada zum Aufstand bewegen, hatte aber wenig Erfolg.
Ab Januar 1569 griffen katholische Streitkräfte ein; beide Seiten verübten Gräueltaten und verkauften ihre Gefangenen als Sklaven. Die katholischen Streitkräfte bestanden zu einem Großteil aus Freiwilligen, die sich durch das Brandschatzen der Moriscos bereichern wollten. Die Aufständischen peitschten Geistliche oft zu Tode und verkauften gefangene Christen im Austausch gegen Waffen nach Afrika. Auch die spanische Seite verkaufte gefangene Aufständische in die Sklaverei, was zu weiterer Empörung unter der maurischstämmigen Bevölkerung führte sowie zu theologisch-juristischen Diskussionen; immerhin waren die Moriscos getauft, und es galt, dass Christen keine Christen als Sklaven halten durften. Die Bestimmungen der Pragmática bedeuteten aber auch, dass die Moriscos eben erst durch die Einhaltung der christlichen Gebräuche und auch das Ablegen der traditionellen Kleidung zu wahren Christen würden; dies war ein wichtiger Schritt in der Homogenisierung des christlichen Spaniens. Die Zahl der Aufständischen wuchs in der Folge rasch an; Schätzungen zufolge von 4.000 im Jahr 1569 auf 25.000 im Jahr 1570, darunter viele Berber und Türken, die von Afrika kommend an den Kriegshandlungen teilnahmen.
Auch die katholische Seite verstärkte ihre Bemühungen; aufgrund von Schwierigkeiten an anderen Stellen seines Reiches – die Osmanen hatten im Jahr 1558 die Balearen erobert, zehn Jahre später brachen offen Aufstände gegen die spanische Krone in den Niederlanden aus – wollte Philipp II. die Lage schnellstmöglich klären; entsprechend erklärte er im Jahr 1569 „una guerra a fuego y a sangre“. Die beteiligten Soldaten durften sich nehmen, was sie wollten – Besitztümer, Sklaven und Vieh.
Inzwischen wurde Abén Humeya von Abén Aboo ermordet, der seinen Platz als König der Aufständischen einnahm. Im Jahr 1571 war die Lage für die Aufständischen verzweifelt; Aboo nahm Verhandlungen auf und war bereit, die Waffen niederzulegen, wenn die Aufständischen mit dem Leben davonkommen würden. Die katholische Seite war bereit, zuzustimmen; der Legende zufolge wurde Aboo dann aber die Ankunft mächtiger Verstärkungen aus Afrika gemeldet, und er beschloss, weiter zu kämpfen. Die erhoffte Verstärkung kam aber nie. Die Rebellion wurde noch im selben Jahr endgültig niedergeschlagen; Aboo soll durch einen seiner eigenen Anhänger erstochen worden sein.

## Nachspiel

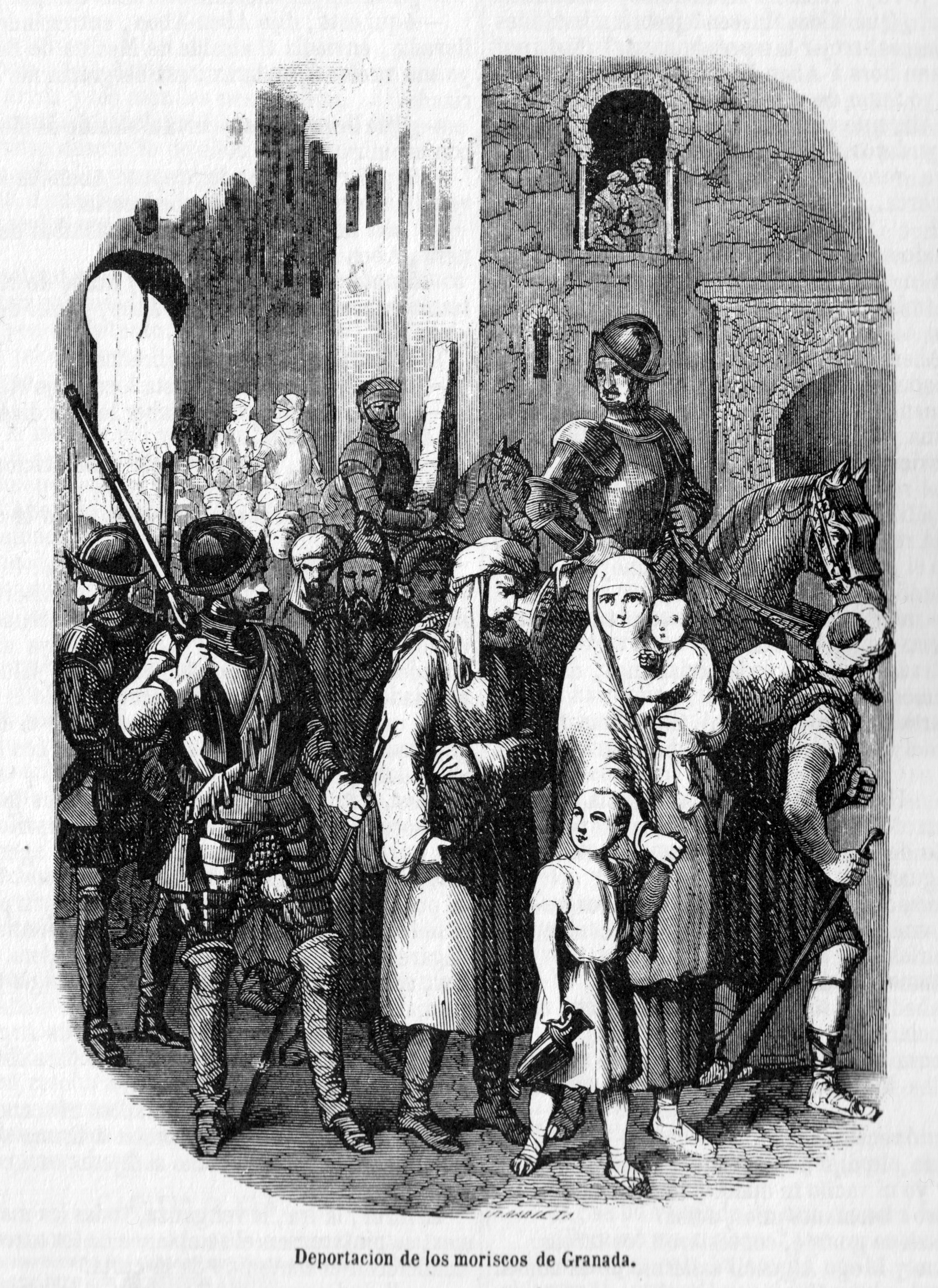
Vertreibung der Moriscos aus Granada; Abbildung aus dem Roman Los monfíes de Las Alpujarras

Nach dem Ende des Aufstandes wurde ein großer Teil der Morisco-Bevölkerung aus dem Königreich Granada vertrieben; man schätzt, dass es sich um 80.000 Personen oder etwa die Hälfte der relevanten Population Granadas handelte. Der starke Bevölkerungsrückgang machte eine Neubesiedlung erforderlich; der Prozess war lang und kostspielig. Viele der Neusiedler kamen aus dem restlichen Andalusien, aber zahlreiche auch aus Galicia, Valencia und Murcia. Dieser Teil der Geschichte ist oft noch an den Familiennamen in den Alpujarras zu bemerken.